# الداي ولد سيدي بابا
الداي ولد سيدي بابا (وُلد في 1921، أطار، موريتانيا - تُوفي في 1992، الرباط، المغرب) هو سياسي وديبلوماسي مغربي من أصول موريتانية، وينتمي إلى حزب التجمع الوطني للأحرار، ويعتبر رابع رئيس لمجلس النواب المغربي، حيث تولى هذا المنصب ما بين سنتي 1977 و1983.
وُلد الداي ولد سيدي بابا، في مدينة أطار في موريتانيا عام 1921، وتلقى تعليمه فيها في مختلف مراحله، وتقلد العديد من المناصب الكبرى والمهمة، فعند مجيئه إلى المغرب عام 1958 عُيِّن مستشاراً في وزارة الشؤون الخارجية ورئيس قسم أفريقيا في هذه الوزارة خلال الفترة بين عامي 1959 و1960، ثم عينه الملك الحسن الثاني سفيراً للمغرب في جمهورية غينيا من عام 1961 إلى عام 1962، ثم نائب رئيس الوفد الدائم لدى منظمة الأمم المتحدة، وممثلاً للمغرب في مجلس الأمن التابع للأمم المتحدة برتبة سفير من عام 1963 إلى عام 1964، وما بين عامي 1965 و1967 عمل مندوباً دائماً للمغرب لدى الأمم المتحدة، وفي أعقاب هذه المدة اُنتخب نائباً لرئيس الجمعية العامة للأمم المتحدة في عام 1966، بعدها أصبح وزيراً في الديوان الملكي من عام 1967 إلى عام 1971، ليتم تعيينه بعد ذلك من قبل الملك سفيراً للمغرب في المملكة العربية السعودية من عام 1971 إلى عام 1972، ليكون مديراً بعدها للديوان الملكي من شهر نوفمبر 1972 حتى شهر مايو 1973، كما عُيِّن وزيراً للأوقاف والشؤون الإسلامية من عام 1974 إلى عام 1977، وكذلك وزيراً للتعليم من عام 1973 إلى عا 1977.
ولقد شغل الداي ولد سيدي بابا عدة مهام أهمها رئيساً للجنة التفتيش التي عينها مجلس الأمن في عام 1964 للتوجه إلى فيتنام وكامبوديا، للبحث في الحوادث التي جرت آنذاك في تلك المنطقة من جنوب شرقي آسيا، كما عُيِّن بقرار من مجلس الأمن عضواً في اللجنة المكلفة بالبحث في قضية التمييز العنصري في جنوب أفريقيا، وأسفرت أعمالها ونتائجها عن إنشاء برنامج خاص تابع للأمم المتحدة لمساعدة ضحايا التمييز العنصري.